# Gualtiero Bassetti
Gualtiero Bassetti (Marradi, provincia de Florencia, 7 de abril de 1942) es un cardenal católico italiano. Anteriormente ha sidoː obispo de Massa Marittima-Piombino (1994), de Arezzo-Cortona-Sansepolcro (1998) y arzobispo emérito de Perugia-Città della Pieve. En el consistorio celebrado el 22 de febrero de 2014, el papa Francisco lo elevó al rango de cardenal. Fue, también, Presidente de la Conferencia Episcopal Italiana y miembro de la Congregación para los Obispos.

## Biografía

### Los primeros años
Nacido en la localidad italiana de Marradi de la provincia de Florencia en 1942. Cursó sus estudios eclesiásticos en el seminario diocesano de Florencia.
Fue ordenado sacerdote el día 29 de junio del año 1966 por el entonces arzobispo de Florencia el cardenal Ermenegildo Florit.
Tras haber sido ordenado, inició en ese mismo año su ministerio sacerdotal siendo vicario parroquial de la Parroquia de San Miguel en San Salvi de la ciudad de Florencia.
En 1968 entró a trabajar en el Seminario menor de Florencia, desempeñándose primero como asistente y responsable de la pastoral vocacional y en 1972 como Rector hasta 1979 que el cardenal Giovanni Benelli lo nombró rector del Seminario mayor. En 1990 se convirtió en pro-vicario general y en 1992 en vicario general de la Archidiócesis de Florencia.

### Obispo y arzobispo

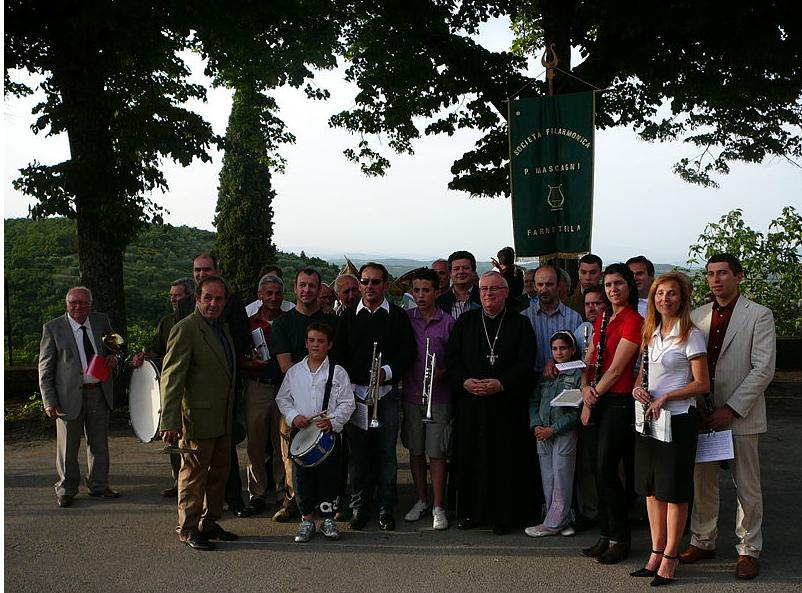
Durante una visita pastoral a Farnetella (Siena) en 2008.

El día 9 de julio de 1994, el papa Juan Pablo II lo nombró obispo de la Diócesis de Massa Marittima-Piombino, recibiendo la consagración episcopal el 8 de septiembre de ese mismo año, a manos del cardenal Silvano Piovanelli y teniendo como co-consagrantes a los obispos eméritos Mons. Antonio Bagnoli y Mons. Juan Blanco.
Años más tarde, el 21 de noviembre de 1998, Juan Pablo II lo designó como obispo de la Diócesis de Arezzo-Cortona-Sansepolcro, iniciando su episcopado en esta diócesis el 6 de febrero de 1999 tras la ceremonia de bienvenida en la Catedral de Arezzo.
En junio de 2008, junto al obispo de Città di Castello Mons. Domenico Cancian, firmaron un documento en apoyo a las demandas de los 450 trabajadores de la fábrica de la marca de alimentación Buitoni de Sansepolcro debido a que iban a ser despedidos e incluso fue personalmente a visitar a los afectados y comprobar lo que estaba sucediendo en la empresa.
Posteriormente desde el 16 de julio de 2009, el papa Benedicto XVI lo nombró como nuevo arzobispo de la Archidiócesis de Perugia-Città della Pieve.
En ese mismo año fue elegido Vicepresidente de la Conferencia Episcopal Italiana.
El 29 de junio de 2010 en la Basílica de San Pedro de la Ciudad del Vaticano, con motivo del día de San Pedro y San Pablo, el papa Benedicto XVI le impuso el palio como metropolitano.
El 16 de diciembre de 2013, el papa Francisco lo nombró como miembro de la Congregación para los Obispos.

### Cardenal
El 22 de febrero de 2014, el papa Francisco lo creó cardenal en el primer consistorio de su pontificado. Se trata del único obispo residencial italiano de los cardenales creados en el primer consistorio del papa Francisco, y del primer cardenal de la diócesis de Peruggia-Città della Pieve desde 1878.
Durante la Semana Santa de 2016 fue el encargado de realizar las meditaciones que se leen en el Coliseo de Roma, durante el Vía Crucis que tiene lugar en la noche del Viernes Santo. El 23 de mayo de 2017, el papa Francisco le nombró presidente de la Conferencia Episcopal Italiana (CEI). Hasta entonces había sido el vicepresidente de la CEI.
El 26 de abril de 2019 fue confirmado como miembro de la Congregación para los Obispos usque ad octogesimum aetatis annum.
El 15 de mayo de 2019 fue nombrado miembro de la Congregación para las Iglesias Orientales ad quinquennium.
El 28 de mayo de 2019 fue confirmado como miembro de la Congregación para el Clero ad octogesimum annum.
El 28 de abril de 2020 fue confirmado como miembro del Pontificio Consejo para la Promoción de la Unidad de los Cristianos usque ad octogesimum annum.
En noviembre de 2020, el cardenal permaneció ingresado en el hospital Santa Maria della Misericordia de Perugia durante casi tres semanas, a causa del coronavirus. El 19 de noviembre fue trasladado al Policlínico Gemeli donde continuó su recuperación.
El 27 de mayo de 2022 fue aceptada su renuncia al gobierno pastoral de la Archidiócesis de Perugia-Città della Pieve, por límite de edad. Ese mismo mes, concluyó su mandato como presidente de la Conferencia Episcopal Italiana.

## Sucesión
| Predecesor: Angelo Comastri           | Obispo de Massa Marittima-Piombino 1994-1998     | Sucesor: Giovanni Santucci |
| Predecesor: Flavio Roberto Carraro    | Obispo de Arezzo-Cortona-Sansepolcro 1998-2009   | Sucesor: Riccardo Fontana  |
| Predecesor: Giuseppe Chiaretti        | Arzobispo de Perugia-Città della Pieve 2009-2022 | Sucesor: Sede Vacante      |
| Predecesor: Carlo Maria Martini, S.J. | Cardenal Presbítero de Santa Cecilia 2014        | Sucesor: En el cargo       |